# كيسان (بيت لحم)
كيسان هي قرية فلسطينية تقع في محافظة بيت لحم جنوب الضفة الغربية. بلغ عدد سكانها في عام 2017 نحو 560 نسمة وفق جهاز الإحصاء المركزي الفلسطيني. وقعت القرية تحت الاحتلال الإسرائيلي بعد حرب 1967.

## التسمية
سُميت القرية بهذا الاسم نسبةً إلى وجود معلم أثري منقوش عليه شكل آيسان (مثنى آيس) أو صرتان من النقود.

## السكان
يعود أصل سكان القرية إلى عرب التعامرة.
| السنة      | التعداد الفلسطيني (1997) | التعداد الفلسطيني (2007) | التعداد الفلسطيني (2017) |
| ---------- | ------------------------ | ------------------------ | ------------------------ |
| عدد السكان | 292                      | 448                      | 560                      |

## مؤسسات كيسان
تأسس في كيسان لجنة مشاريع من وزارة الحكم المحلي الفلسطينية عام 1997، ولاحقًا تحولت إلى مجلس قروي يضم 9 أعضاء.

## كيسان تحت الاحتلال
- في 13 يوليو 2020، جرفت آليات الاحتلال الإسرائيلي نحو 10 دونمات من أراضي القرية لصالح توسيع حدود مستوطنة «إيبي هناحل» المقامة فوق أراضي القرية.[5]